# Orion (Metallica)
Orion è un brano musicale del gruppo musicale statunitense Metallica, settima traccia del terzo album in studio Master of Puppets, pubblicato il 3 marzo 1986.

## Descrizione
Il brano, considerato uno dei capolavori del disco, è diviso in tre distinte sezioni, di cui l'ultima è una breve ripresa della prima. Una delle caratteristiche principali del brano è la grande presenza del basso di Cliff Burton che si ritaglia uno spazio da strumento solista in due momenti (da 1:42 a 2:12 e da 6:35 a 6:54).
Orion si apre con una successione di accordi, eseguita su un tempo in 4/4, su cui verrà costruito il riff portante del brano. Tali accordi sono inizialmente eseguiti del basso distorto di Burton, sul quale si innesta la batteria di Lars Ulrich tramite un graduale fade in, e successivamente si inseriscono le due chitarre. Tale riff viene eseguito in due occasioni, intervallate da altrettanti assoli, rispettivamente di basso distorto e di chitarra elettrica. A 4:00, inizia la seconda parte del brano, caratterizzata da un tempo di 6/8 e un'atmosfera più soft. La sezione è scandita da un arpeggio di basso che la caratterizza quasi interamente. Su questo arpeggio si inseriscono le chitarre, che eseguono una melodia armonizzata; successivamente, rimane solo una chitarra ad eseguire l'assolo, mentre il basso e l'altra chitarra eseguono degli accordi pieni. La sezione termina con una modulazione, sulla quale Burton realizza un altro assolo, in cui compaiono alcune triadi ed una veloce scala discendente, entrambe armonizzate dalla chitarra elettrica. A 6:56 viene ripresa parte della prima sezione, su cui viene eseguito un assolo di chitarra elettrica su cui il brano termina, attraverso un graduale fade out. L'esecuzione della prima sezione è considerata piuttosto complicata, mentre la seconda parte del brano è più lineare.

## Esecuzioni dal vivo
A causa della prematura scomparsa di Burton, avvenuta nel settembre 1986, Orion non fu mai eseguito dal vivo con lui. Tale brano fu utilizzato proprio come sottofondo durante il suo funerale. Durante la permanenza di Jason Newsted, il brano fu proposto in versione ridotta, durante la quale il bassista eseguiva l'arpeggio che apre la seconda parte del brano, sul quale si inserivano successivamente le due chitarre, ma non la batteria. L'esecuzione terminava poco prima del momento in cui il basso avrebbe dovuto eseguire l'assolo finale.
Fu solo con l'arrivo di Robert Trujillo che il brano fu proposto integralmente dal vivo. Infatti nel 2006, in occasione del ventennale dalla pubblicazione di Master of Puppets, il gruppo ripropose ad ogni esibizione dal vivo l'intero album. Da quel momento il brano tornò ad essere eseguito anche nei tour successivi. Una versione dal vivo del brano fu inoltre inclusa nella colonna sonora Through the Never (Music from the Motion Picture) del 2013.

## Formazione
- James Hetfield – chitarra ritmica, secondo assolo di chitarra
- Kirk Hammett – chitarra solista
- Cliff Burton – basso
- Lars Ulrich – batteria

## Cover
Nel corso degli anni Orion è stata oggetto di diverse reinterpretazioni da parte di vari artisti.
- Durante il 2002 i Dream Theater hanno proposto il brano in tutti i concerti in cui hanno eseguito Master of Puppets nella sua interezza. Una loro versione appare nel bootleg ufficiale Master of Puppets.
- Nel 2006 Rodrigo y Gabriela hanno realizzato una versione del brano per il loro album omonimo.
- Gli Apocalyptica hanno eseguito più volte il brano in concerto, includendone una versione nel loro album dal vivo Plays Metallica by Four Cellos - A Live Performance del 2018.
- I Mastodon hanno inciso una cover di Orion per il loro album Medium Rarities del 2020.